# Trilogia das Novas Famílias
Trilogia das Novas Famílias é um documentário moçambicano realizado por Isabel Noronha em 2008, que consiste em três curtas documentais sobre os novos modelos familiares de Moçambique, formados por crianças órfãs, como resultado da síndrome da imunodeficiência adquirida. Venceu o Prémio FUNDAC Kuxa Kanema em 2008.